# Terrängfordon

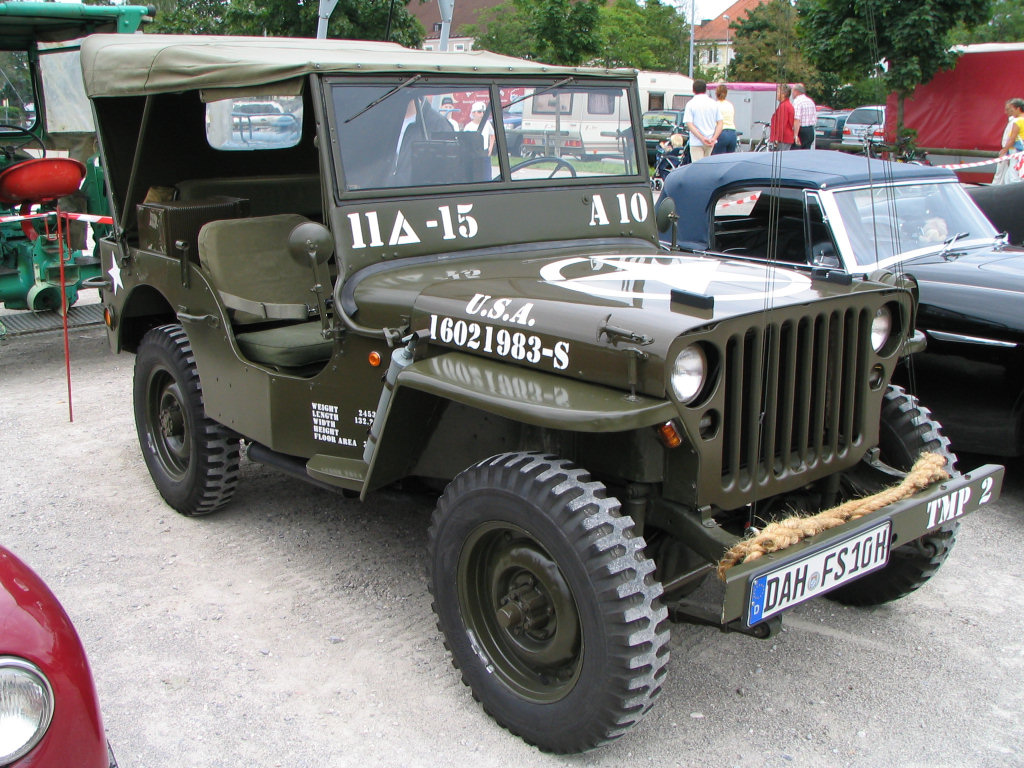
Willys Jeep är en typisk terrängbil

Terrängfordon, i svensk juridisk terminologi ’’terrängmotorfordon’’, är motorfordon som är inrättade huvudsakligen för att självständigt användas till person- eller godsbefordran i terräng.
En typ av terrängfordon är terrängbilar. De är oftast utrustade med allhjulsdrift och differentialbroms eller differentialspärr samt av robust konstruktion för körning i terräng. Terrängbilar kännetecknas också ofta av hög markfrigång.
Terrängmotorfordon klassificeras i Sverige juridiskt efter tjänstevikt i:
- Terrängskoter - max 450 kg tjänstevikt
- Lätt terrängvagn - 450 kg till 2000 kg tjänstevikt
- Tung terrängvagn - över 2000 kg tjänstevikt

En snöskoter är en terrängskoter avsedd för färd på snötäckt mark och är försedd med band och medar, övriga terrängskotrar kallas terränghjulingar, en sorts fyrhjuling.
Exempel på lätta terrängvagnar är Försvarsmaktens terrängbilar av till exempel typ Volvo 903 ”Valpen” och dess efterföljare.
Exempel på tunga terrängvagnar är dumprar, skotare och lunnare.